# Ulà

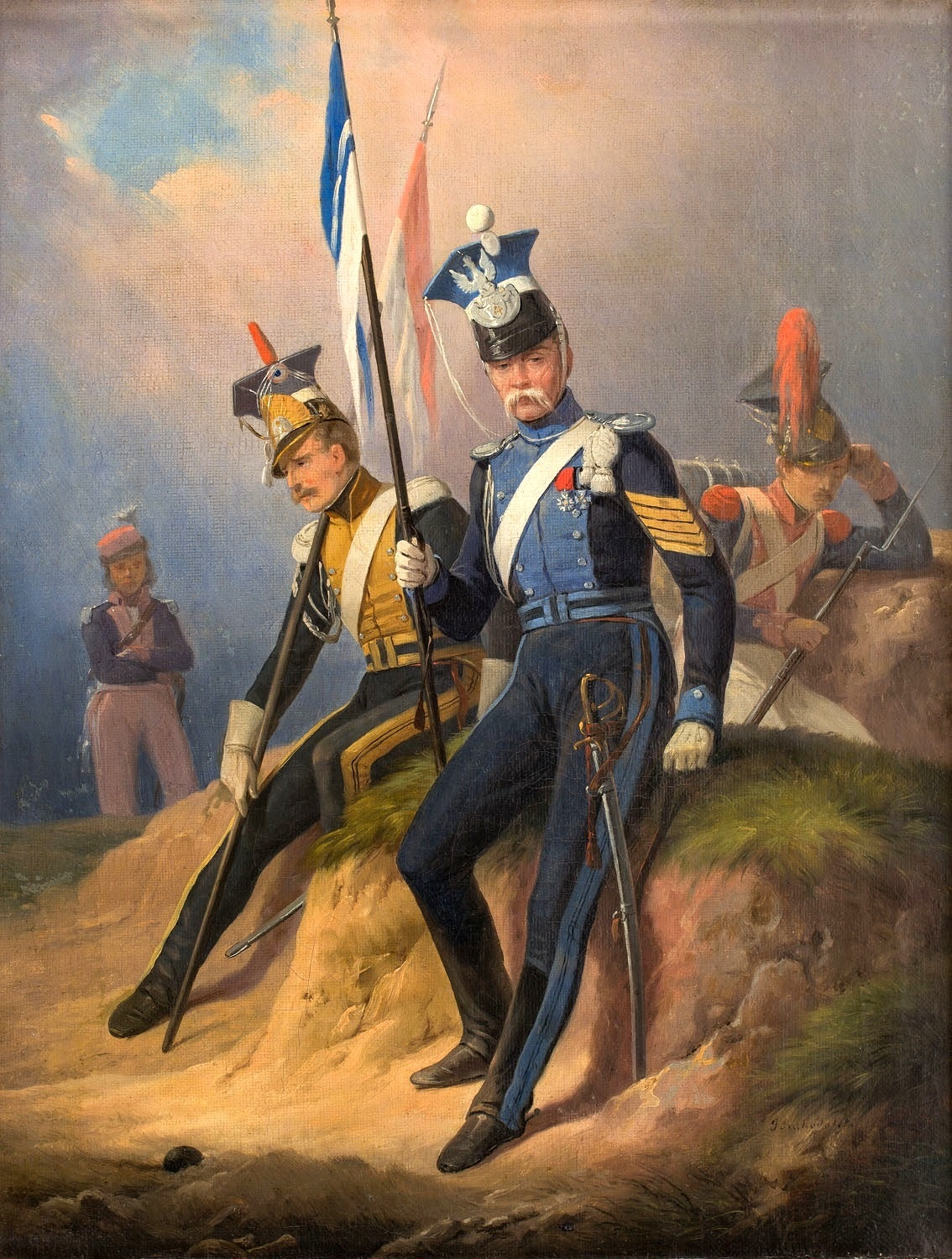
Ulans polonesos del amb czapka i plastró.

Ulà era el llancer de cavalleria lleugera polonès o equipat a la manera polonesa.
El mot ulà procedeix del polonès ułan, a través de l'alemany Ulan; l'etimologia darrera sembla ésser el túrquic oğlan ('soldat ardit').

## Història
Les primeres tropes denominades ulans consistien en tàrtars de Bielarús que servien Polònia-Lituània com a soldats de cavalleria lleugera armats amb llances. En la dècada de 1720, els ulans esdevingueren la versió polonesa dels llancers; per decret de la Dieta, el 1776 els foren transferides les tasques i les tradicions dels hússars alats, i es constituïren en la cavalleria nacional per excel·lència.
Durant el segle xviii, Prússia (1740) i Àustria (1784) formaren unitats d'ulans, al principi a base de polonesos, i, més endavant, amb autòctons. Napoleó incorporà ulans a la seva cavalleria arran la formació del Gran Ducat de Varsòvia (1807); i a partir d'ací, molts altres exèrcits (Rússia, Regne Unit, Espanya, Portugal, Piemont-Sardenya, Suècia...) crearen unitats de llancers de cavalleria lleugera segons el model dels ulans, o reformaren les existents per tal d'acomodar-s'hi. En alguns exèrcits aquestes unitats s'anomenaven ulans, mentre que en d'altres es conservà la denominació tradicional de llancers.
A banda de la tàctica de combat, els ulans es distingien també per l'uniforme. Els elements més característics de l'uniforme d'ulà (o de llancer a la ulana) eren:
- la czapka, o xacó a la polonesa, després substituïda per un casc del mateix nom i estil (i a Àustria-Hongria pel casquet tatarka, estilísticament emparentat);
- el plastró, peça de roba, de color contrastant, duta sobre el pit de la casaca o guerrera, a què es fixava amb doble fila de botons.

Les peces superiors de l'uniforme d'ulà, sempre amb plastró, rebien nom específic: foren, successivament, la kurtka (casaca); i la ulanka (guerrera).
Les unitats d'ulans i de llancers desaparegueren gairebé arreu arran de la Primera Guerra Mundial. A Polònia, on la tradició havia continuat ininterrompudament, encara tingueren un paper d'importància en la Guerra poloneso-soviètica. Actualment algunes unitats de determinats exèrcits conserven la denominació d'ulans per tradició.